# 手拭
手拭（てぬぐい）は、顔や手を洗った後の汗や水を拭ったり、入浴時に体を洗ったりするための木綿の平織りの布である。その他、寒暑除けや塵除けなどの目的や、祭礼においての装身具として頭にかぶるものである。
鎖手拭（くさりてぬぐい）については鎖帷子を参照。置手拭兜（おきてぬぐいかぶと）については兜を参照。

## 概要
3尺から9尺であったが、江戸時代後半には一幅（曲尺の1尺1寸5分、約34.8cm・反物の並幅、約36から38cm）で、長さは鯨尺2.5尺（約94.6cm）になり、ほぼ現在の約90cm ｘ 35cm程度の大きさになった。素材も麻から木綿へ変化を遂げている。詳細に寸法が違うのは一反（12m前後とまちまち）の布から8から11本を裁断したために、大きさが規格として曖昧になっていることや、着物を作成した時の反物の端切れからも作られたことによる。手拭の端が縫われていないのは、清潔を保つ為水切れをよくし早く乾くようにと云う工夫である。
染物としては晒（素地・白地）のものや、藍染になどを施しただけの無地や、無地や白地に柄を施したものがある。
本来、日本古来のものを指すが明治時代に西欧からももたらされたタオルを含むこともある。特にタオル地のものと区別するため、日本手拭などの言い方もする。

## 歴史

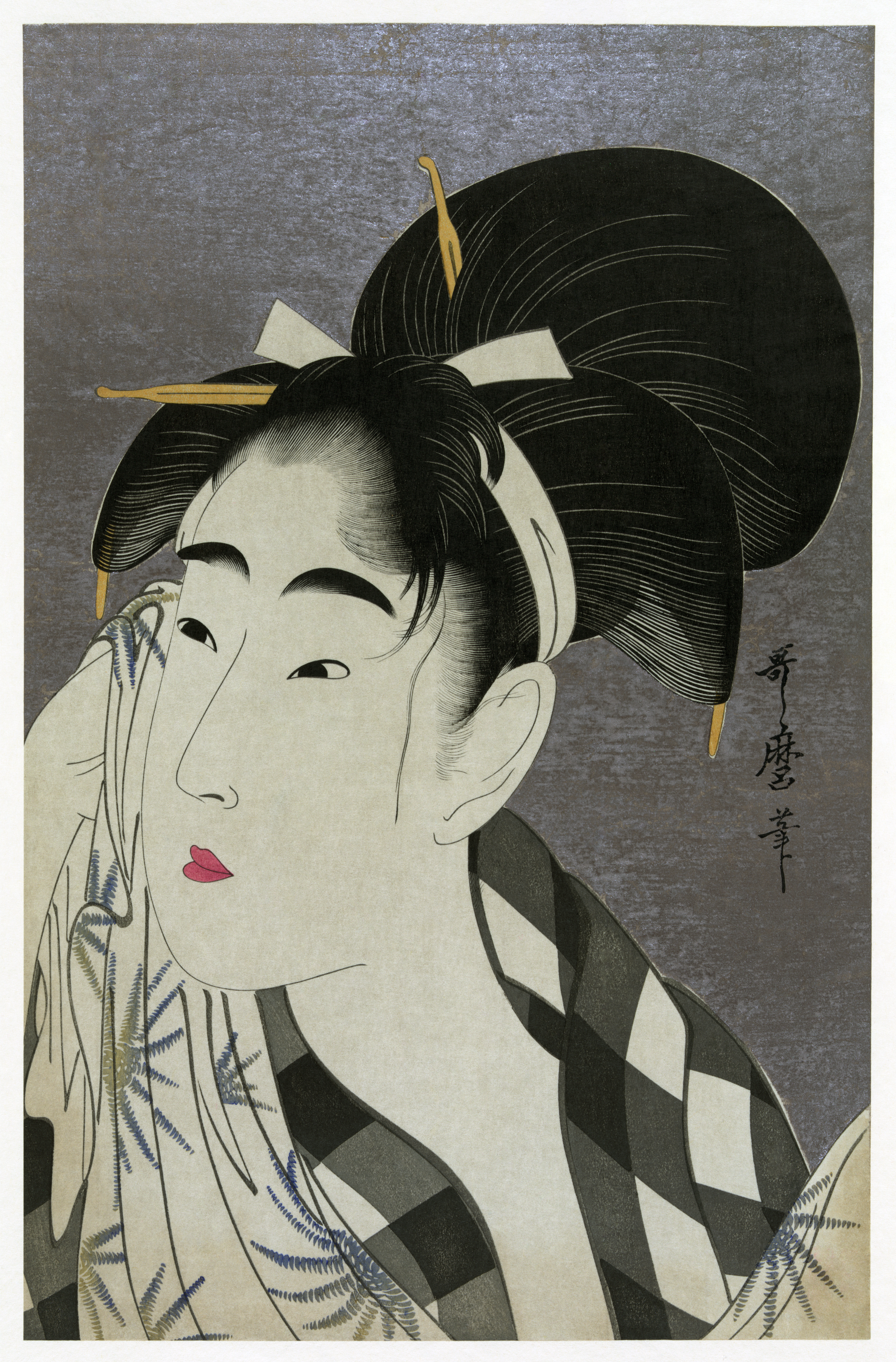
歌麿画：『汗を拭く女』。日本髪を結った女性の鉢巻き、歌舞伎で言うところの「お三輪巻」もしている

手拭の歴史は、日本の織物の歴史でもあり、古くは麻や絹でできた平織物であった。平安時代から養老律令の衣服令により、庶民は麻を、高貴な者は絹織物を使用した。綿はおもに中国大陸などから輸入され絹より高価であったが、江戸時代初頭前後に日本でも大々的に栽培されるようになり普及した。また用途においても神仏の清掃以外では、神事などの装身具や、儀礼や日除けなどにおいての被り物（簡易の帽子や頭巾）であったとされ、普及するにつれ手拭きとしての前掛けなどの役割を帯びていったと考えられている。
暖簾と区別も曖昧であり、所定の場所に掛けて日除けや塵除けや目隠しとして使われ、その用途は人の装身具として求められた機能と同じであり、垂布（たれぬの）や虫垂衣（たれむし）や帳（とばり）と呼ばれていた。また紋や家紋を入れる慣わしも同じである。

### 奈良時代
神仏の像や飾り付けなどの清掃を目的とした布として使われていたとする説がある。

### 平安時代
平安時代に神祭具として神事に身に纏う装身具として使われていた。当初は布は貴重なため、祭礼などを司る一部の身分の高い者にしか手にすることはなかったが、鎌倉時代以降から庶民にも少しずつ普及し、室町時代には湯浴みの体を拭うためにも使われるようになり、戦国時代には広く用いられるようになった。
今昔物語では「手布（たのごい）」という表記の記述があり、和名抄には「太乃己比（たのごひ）」という表記の記述があり、それぞれ、手拭を指しているといわれている。

### 江戸時代

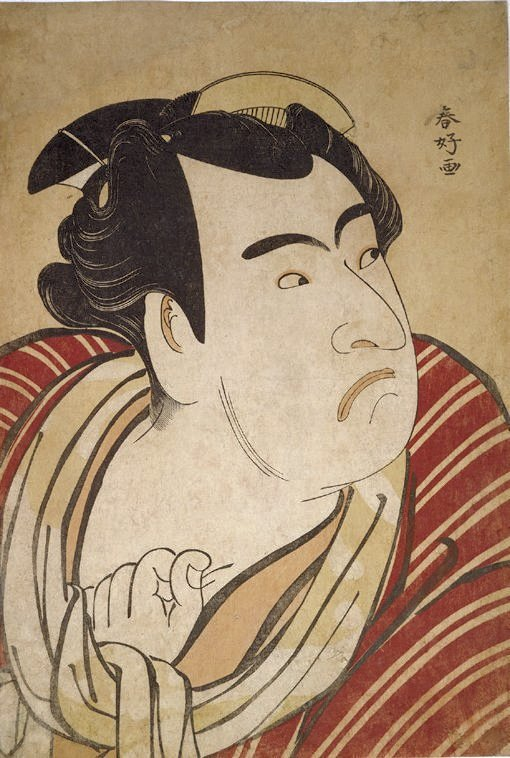
首に手拭を巻く歌舞伎役者

江戸時代には都市部近郊に大豆などと並んで綿花の栽培地域が発展し、木綿の織物とともに普及していった。都市近郊で銭湯が盛んになったことや、奢侈禁止令により、絹織りの着物が禁止され木綿の着物がよく作られるようになると端切れなどからも作られ、生活用品として庶民に欠かせないものになった。この頃から「手拭」と呼ばれるようになり、入浴に使われたものは、「湯手（ゆて・ゆで）」とも呼ばれた。
また実用だけでなく、自身を着飾るおしゃれな小間物として、己の気風や主義主張を絵文字の洒落で表し、染めぬいたものを持ち歩いたり、個人が個々の創作で絵柄を考え発注した手拭を持ち寄り「手拭合わせ」という品評会が催されるまでになり、折り紙のような趣きとして「折り手拭」という技法もうまれ、庶民の文化として浸透していった。
職業においても薬売りや読売り（瓦版）などの物売りと、米屋や材木屋など糠や木屑をかぶる職種などでもその手拭を利用した被り方に差異が生まれ、また古典芸能の落語や日本舞踊の見立てとしての小道具としても使用されたり、祭りなどの衣装としてその特徴付けや役割によって被り方などが多岐になっていった。歌舞伎で被り物や衣装としても様々な場面や役柄で使われ、庶民に与えた影響も大きく、名称のない被り方が歌舞伎に由来して名付けられたり、また歌舞伎の演目で使われた被り方がその演目の話（心中、駆け落ちもの）と同じことが世相に反映した結果、被り方（道行など）までが流行ったとされている。

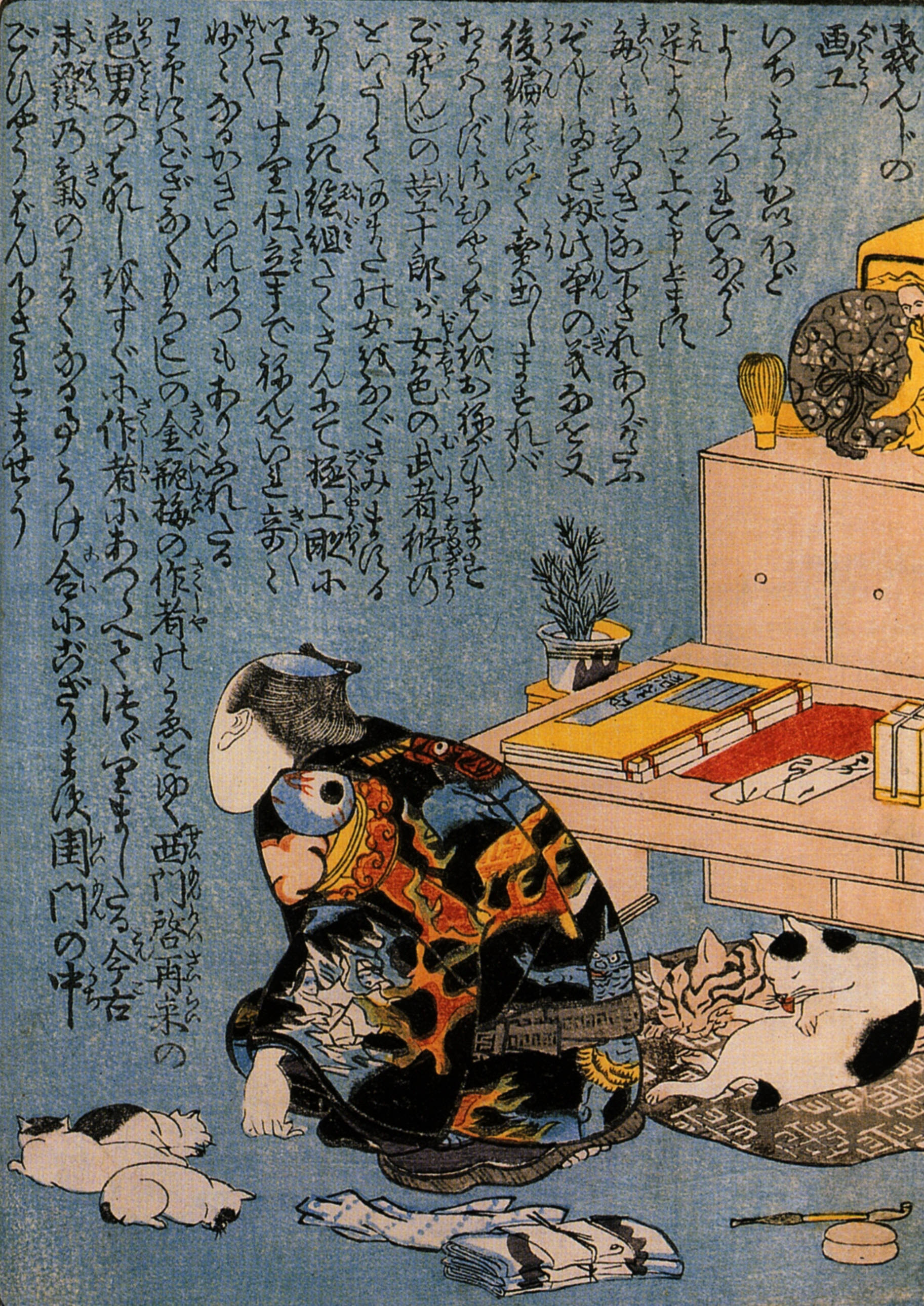
熨斗にまかれた贈答用の手拭と日常の手拭

そのほかには、お年玉など時節や節句の縁起物としての贈答や、餞別や心付けから大入りや興行の景気付けの祝儀や見舞いの不祝儀としても配られ、特に人気商売であった歌舞伎役者や大相撲の力士や落語家などが贔屓筋や客に名入りや自身を表す紋の入った手拭を名刺代わりに配った。その他にも大店などの商店が宣伝を兼ねて屋号の入ったものを顧客に配っただけでなく、屋台などの暖簾などに使用されたり、本来の汗や水の吸水の目的だけでなく様々な用途の広がりをみせていった。
この時代には手拭は手拭染屋といわれる専門の染屋があり、上記のような芸術的な意味や装束や暖簾という看板などの用途などから意匠が複雑に詳細になるにつれ、染色業の細分化もあり染色の技術も向上していった。

### 明治時代
明治時代には「注染」という染色の技術が新たに考案され、もっと複雑な図柄にも対応できるようになり、繊維産業の隆盛とともに染色の技術が普及していった。ただし文明開化とともにタオルやハンカチといった物の流入や、日本古来のものは古い時代遅れといった風潮から排斥されたり廃れる傾向にあり、手拭もその一つであった。

### 現状
もともとは布巾と呼ばれる生活必需品は晒し手拭・晒し木綿といわれるものが原型であり、ガーゼや包帯などの役割から、今日のタオルや台拭や雑巾やハンカチなどの役割も担っていた。そして現代日本での日常生活ではタオルあるいはハンカチの使用が多いが
手拭が廃れたわけではない。粗い平織りで長さのある手ぬぐいにはタオル地の製品にはない利点があり、農作業、伝統芸能、祭、剣道などでのかぶり物、ヘルメットの裏地、鉢巻、目隠し、汗ぬぐいなどとして、あるいは布巾として今なお利用されており、古来からの慣習として商店などの贈答品やイベントの際の記念品としての需要も少なくない。
近年では見直され、風呂敷と同様の包装としての利用方法の提案もあり、近代的なものも含めいろいろな柄の手拭が和小物の店や手芸店で見ることができるようになった。

## 種別

### 形状
- 湯手 - 幅は8寸（鯨尺で約30cm）長さは5尺程度の風呂用の手拭。
- 三尺手拭 - 約113.6cmの長さのもので、頭に被る手拭として使用されることが多い。また三尺帯はこの三尺手拭が原型ではないかともいわれる。
- 長尺手拭 - おもに、日本舞踊で使われる小道具としての手拭。
- 半手拭 - 歌舞伎で使われる演出の上での見栄えから特別に短くした手拭で3尺未満のものをいう。
- 長手拭 - 長さ4尺程の手拭で「ながなた」ともいわれる秋田地方の手拭。防寒用として、現在のマフラーのように使われた。
- 磯手拭 - 海女の装束は無地の腰巻と頭を被うための磯手拭だけであった。基本的には晒し手拭であり、その意味は髪形の乱れや髪が邪魔にならないようにするためだが、魔よけの意味合いもあった。

### 染色

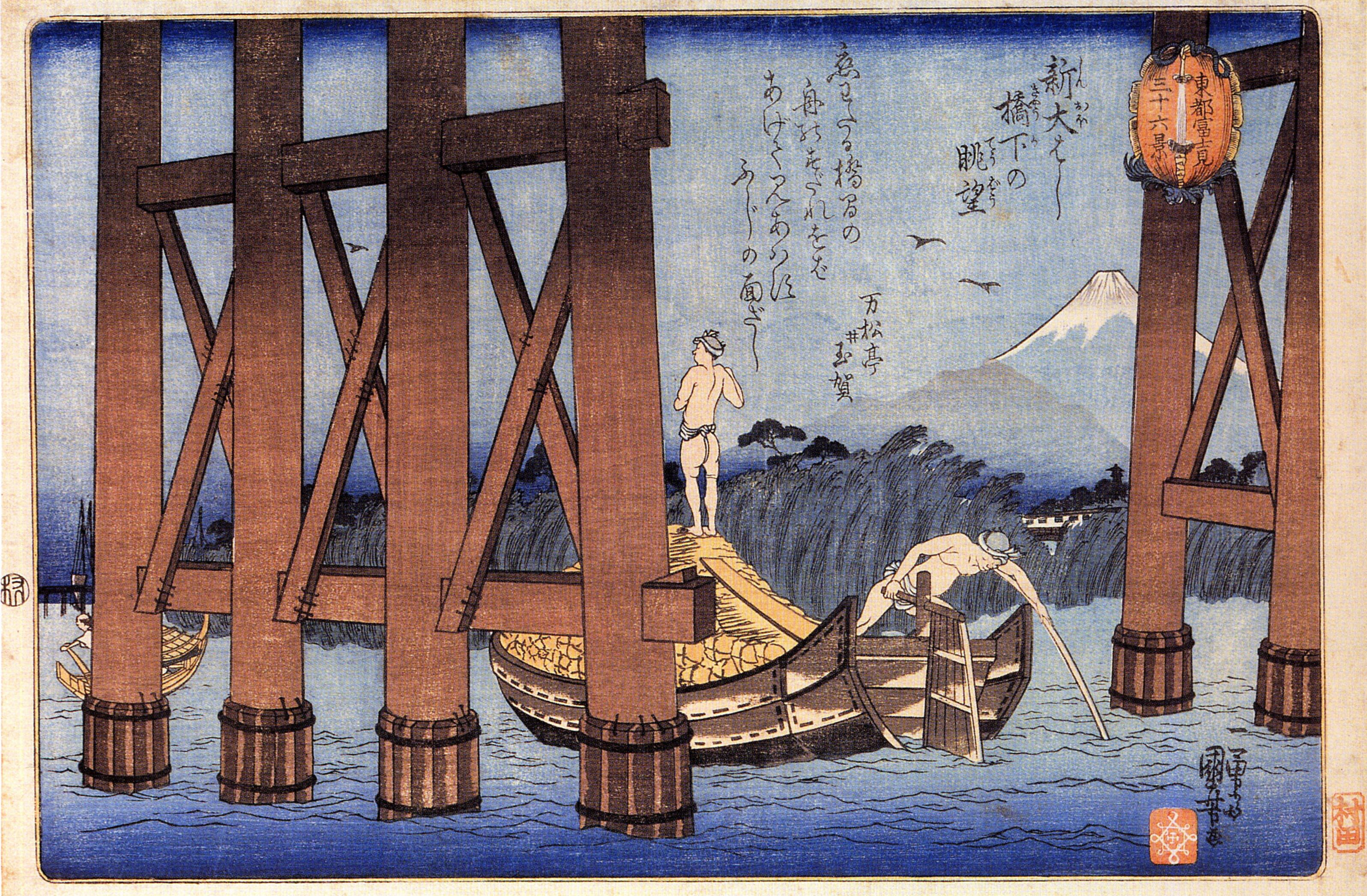
鉢巻きをする船頭の風景画

代表的なものに「豆絞り」といった技法による染色の水玉模様や小紋柄、病除けや虫除けとして柿渋を単色染めした渋手拭というものがある。関東では浮世絵や歌舞伎といった柄が好まれ、関西では名所や御当地をあらわす風景などの柄が好まれた。
- 晒 - 白無地ともいい、反物を水で晒し糊などを落とし、天日で乾かした素地のもの。
- 半染 - 半分だけ単色染めしたもので、多くは斜めに染め分けられた。
- 無地 - 晒を単色染めしたもの。
- 白地 - 白無地に余白を大胆に残した日本画に倣った絵柄で、動植物や風景などが描かれる。
- 総柄 - 手拭いの全面に柄が施されている。
- 小紋柄 - 花鳥風月などを題材とし、小さい柄が規則的に並んだものまたは、散りばめられたもの。
- 四季 - 季節や節句または、干支などをあらわした柄で彩られたもの。
- 名所 - 各地の風景や富嶽三十六景や東海道五十三次などの図柄が施されたもの。
- 浮世絵・歌舞伎 - 花魁や太夫や歌舞伎役者を描いた図柄が施されたもの。
- 縁起物 - 縁起物の絵柄を施したもの。サイコロ（どう転んでも芽が出る）や弓矢（神祭具）やだるまや招き猫などが、描かれている。

## 用途

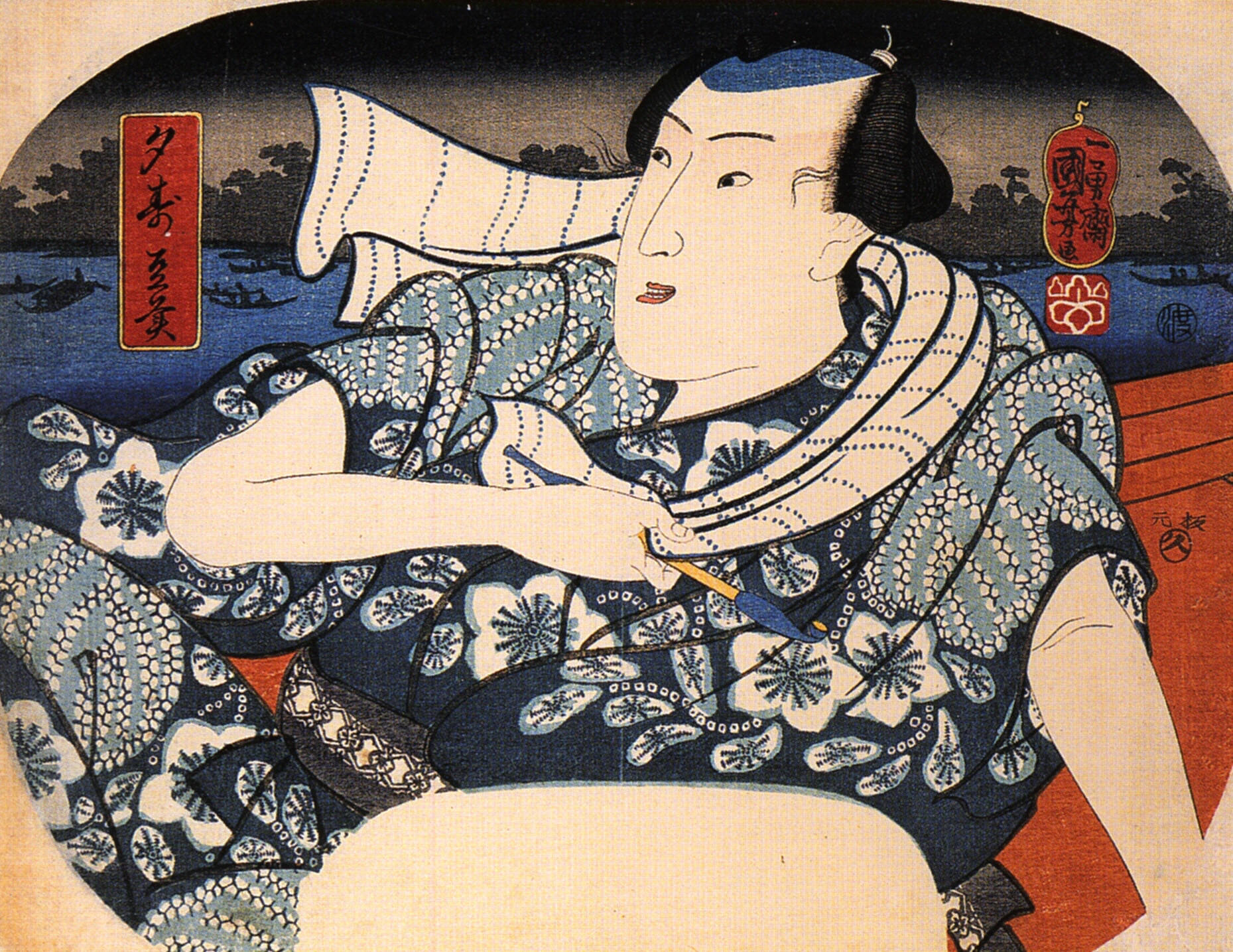
舟で夕涼みをしている男。手拭を両肩に廻している

江戸時代には、巾着などと同様に常に持ち歩いた必需品でもあった。おしゃれや粋や気風を演出するために、肩に掛けたり、現在のマフラーのような用法で首に巻いたりして、個性をあらわす小間物としての装飾具でもあった。下記の記述において、2次利用以外では手拭はそのままの形で利用される。
布巾
食器を洗ったり水気を拭いたり、煤払いや掃除などの空拭きや水拭きに使われる。
装身具
- 被り物
- 帯・下帯
- 晒 - 安産を祈る風習として妊婦の腹に巻いたり、渡世人の出入りや陰腹を切った武士が胴に巻いたり、女性が和服を着るときに大きな胸を隠すために巻いたりするのにつかわれる。
- 前掛け - そのまま帯にひっかけて、手拭きや着物が汚れないように前掛けとして使用した。
- おしめ - 晒のものが使われた。近年でも乳幼児の自発表現を促す効果があるとして木綿のおしめを選択する親もいる。
- 女衿の覆い - 着物の衿が汚れないように手拭で被った。柄物を使用して意匠の一部としても楽しんだ。
- 髪結い肩掛け - 髪結いや散髪や化粧のときなどにも汚れ防止として活用した。

健康
- 入浴 - 体についた水を拭きとったり、体をこするだけでなく、銭湯などの往き帰りの小間物入れとしても活用した。
- 按摩 - 按摩において、施術する場所に、手拭をかけて行う場合がある。
- 医療品 - 止血帯やガーゼや包帯などにも利用された。熱を下げるため濡らしたものを額に乗せた。

その他
- 暖簾 - 看板と手拭きの両面を兼ねて、屋台などで利用された。のちに手拭ではなく暖簾に変わっていった。またこうした習慣が、日本の商いにおいて、顧客に店名入りの手拭を配る習慣につながっていったとされる。
- 手本引 - 手本引（てほんびき）とは明治時代に考案され、昭和40年代ごろまで続いた賭博の一つ、数を表す札を使用した賭け事で、親が引いた札を伏せるのではなく、折りたたんだ手拭に挟んで隠すやり方が特徴となっている。

### 2次利用
- 着物 - 装飾に優れたものを、上手に組み合わせ着物や浴衣として縫製した。
- ケ着（ハレ着の相対） - 普段着の継当てや裏地の補修や、布団の汚れやすい部分に当て布として使用される。
- 布草履 - 布を一部併用した草履で、古くなった手拭を利用した。「滑りにくい」、「足になじむ」として、足場の悪い環境であった、山林従事者がおもに使ったとされる。現在でも健康目的で自作や販売がされている。
- 鼻緒 - 下駄や雪駄などの鼻緒が切れた時に、簡易の代用として手拭を裂いて使用した。
- はたき - あらかじめ用意された先に切れ込みの入った竹や木製の棒に、古くなった手拭を割いてはたきにした。

## 手ぬぐいの被り方

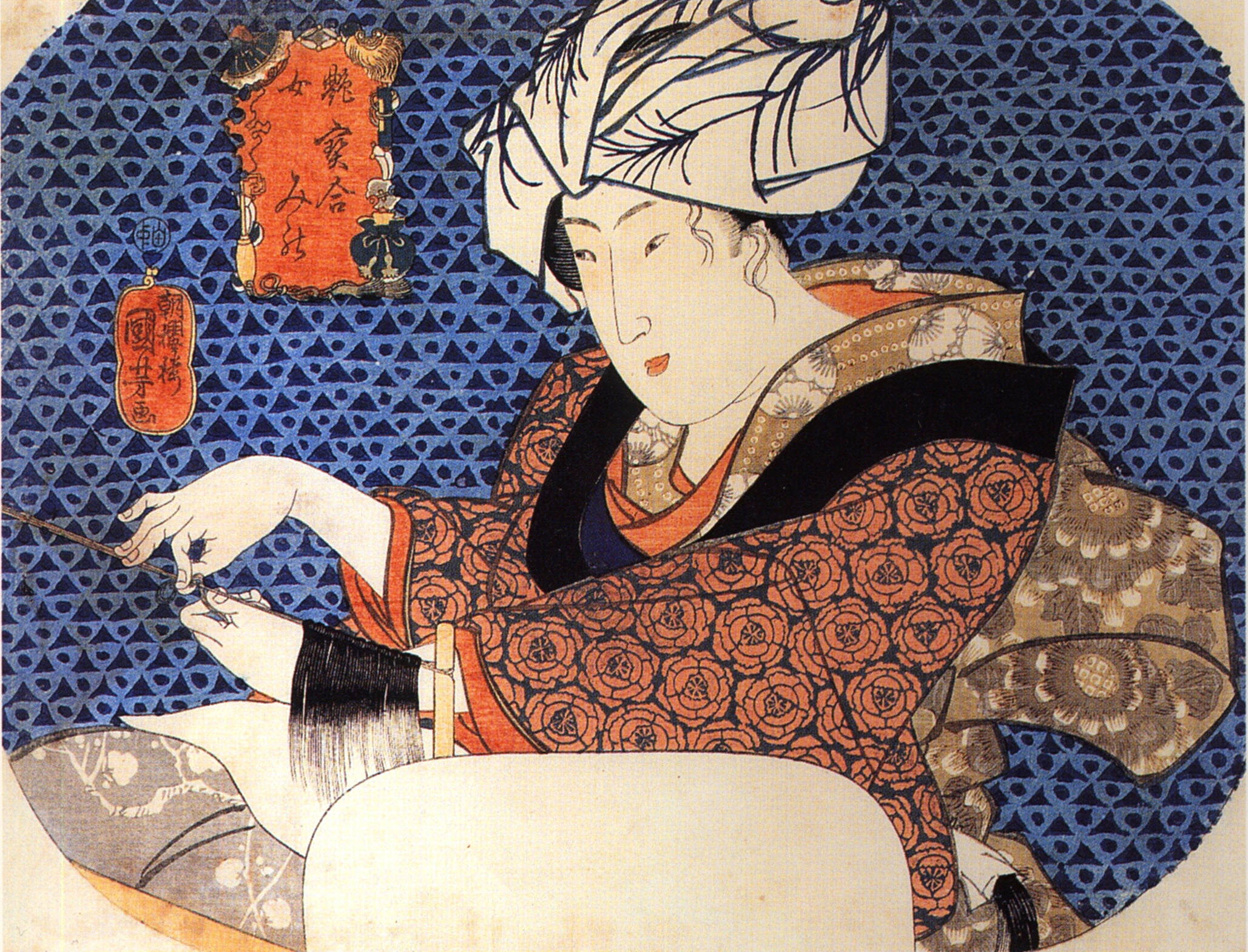
昔の姉さん被り、今の塵除け。後ろから持ってきた端を上から前に廻して、額の下から差し込んでいると思われる。

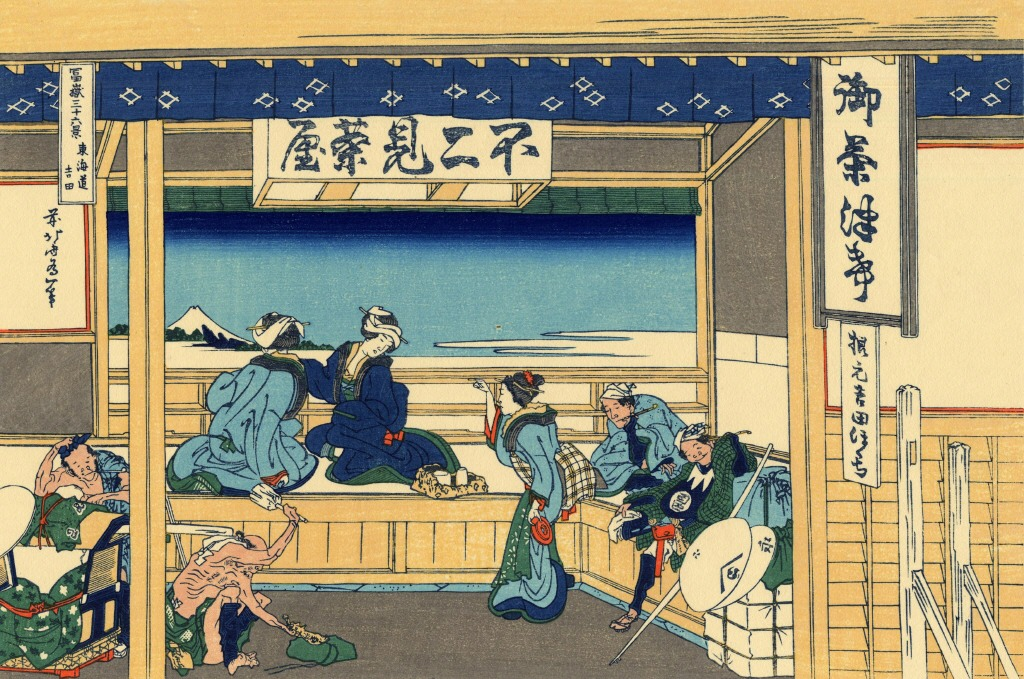
旅先の茶屋で手拭を被っている旅人の男女

頭に冠した「鉢巻き」と、頭を被い後頭部で結ぶ「姉さん被り」と、頭と頬を被った「頬被り」と、乗せただけで、結ばない「着流し」のおおよそ4つに分類できる。被り方には男性だけのものや、女性だけのものがあり、女性においては年齢によっても被り方が区別されている。下記のほか被り方の詳細はわからないが、「道心被り」というものもある。日本髪から大きく変わったこともあり、被り方の名称は時代とともに変化した可能性がある。時代とともに変化した（姉さん被り、塵除け、田舎女）、そのためか混同している（米屋被り、巻被り、喧嘩被り）などもある。かぶりは「冠り」とも表記する。
歌舞伎においては、演じる役柄によって被り方が決められているものもあり、鉢巻きについては助六の紫を始めとし、白・樺色・紅などの色が指定されている場合もある。
手拭が新しい若しくは糊がかかって「ぱりっと」しているのか、使い古して「よれっと」しているのかによって、出来る被り方と出来ない被り方がある。頭頂部に折り目を施して山形に見せたり庇を出したり、被る前の手拭の用い方もそうであるが、特に結んだ後の端（耳ともいう）の処理が、そのまま「捻じる」、「縒る」、「折り畳む」など色々あり、そこから「上に突き出す」、「斜め上に突き出す」、二本まとめて「一本に見せて突き出す」、両端を真っ直ぐ横に突き出し「真一文字に見せたり」と、様々な処理の仕方があり、各々の被り方に更に細かい種類を作り出し、名称の有るもの無いものも合わせ、個人個人の気風を体現するかのように無数に存在した。

### 鉢巻き
紐状にして鉢に巻く
- 鉢巻 - 四つ折りなど、帯状にして鉢巻にし後ろで結ぶ。
  - くわがた鉢巻 -  四つ折りなど、帯状にして鉢巻きにし後ろで結んだあと、両端を鉢巻きの下から上前へ突き出すようにする。突き出した両端がクワガタの鋏に見えることから名づけられた。

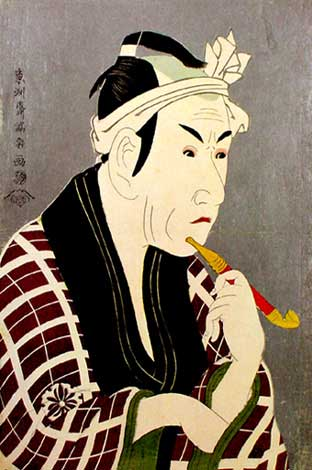
役柄で向う鉢巻をする
歌舞伎役者

- 向う鉢巻 - 四つ折りなど、帯状にして鉢巻きにし前で結ぶ。前で結んだ際に端を一本にまとめて、上に突き出してカブトムシの角（つの）の様にしたり、その結び目をちょっと中央からずらすなどの、結びと端の処理があるが、これらは髷の位置との兼ね合いから髷と手拭の端が、重なって見えないように工夫したためと考えられる。向こう見ず（むこうみず）や向こうに回す（むこうにまわす）、向かって行くという表現から、「向う鉢巻き」を「喧嘩巻き」とする解釈もある。
  - 喧嘩鉢巻 - 捻じって紐状にして、前で結ぶ。江戸時代から鳶職に代表される被り方。
- 横鉢巻 - 四つ折りなど、帯状にして鉢巻きにし横で結ぶ。
- 捻り鉢巻 - 捻って紐状にして鉢巻きにし結ぶ。
- お三輪巻 - 日本髪を結った女性の鉢巻きで、後ろの髷の下からまわして、額ではなく前髪のふくらみの後ろと、髷の間で結ぶ形の鉢巻き。画像の歌麿画：『汗を拭く女』も参照。
- 病鉢巻 - 四つ折りなど、帯状にして鉢巻きにし横で結んだあと両端を下に垂らす。歌舞伎や人形浄瑠璃で病気や恋煩いをしている人を疑似的に象徴するための装束として使われている。

紐状にしないで鉢に巻く
- 子守被り - 後頭部を広く被い端を前頭部で結び端を開く。子守をしている少女がした被り方。
- 喧嘩被り - 現在では、頭を被い両端を捻じって後ろで結ぶ、または頭を被い両端を後ろで結ぶとなっているが、歌舞伎においては巻被りの被り方で、片方の端を上に立てた形を喧嘩被りとしていて、この形は喧嘩被りの一種になっている。
- 道中被り（どうちゅうかぶり） - 筒状にして被り、上端を両端から折って三角形にし、前に倒す。
- 巻被り - 左右どちらかから手拭を頭に巻きつけ筒状にして被り、端を頭頂部で巻き込んで折りたたむ。この被り方は『 近世風俗志 』に記載されているが、名称は「米屋被り」とされ、歌舞伎においてはこの巻被りの被り方で、片方の端を上に立てた形を「喧嘩被り」としている。
- 名称不明 - 物売りなどがよくした被り方があり、前から頭を被い後ろで、両端を交差させ、また前頭部に持っていき、端は四折りにして結び、結びの成りで上を向く方は上にし、下を向く方の端を上に折り返し鉢に巻いた手拭の下から通して上に出すというものもある。江戸の下町などでは、この形を「米屋被り」としているところもある。

### 姉さん被り

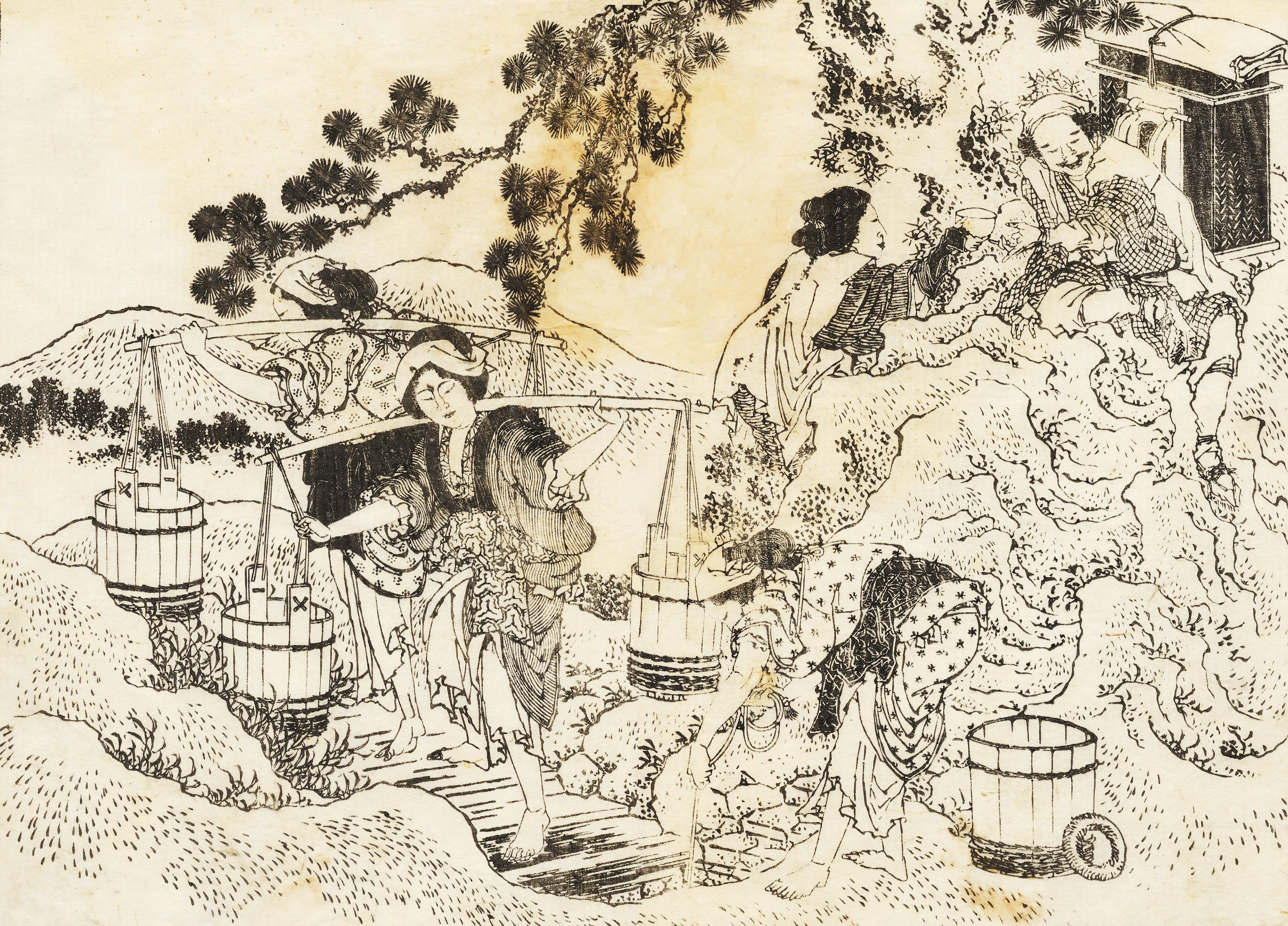
同じ場所、同じ時代で各々の姉さん被りをする女たち。結っている髪の形により、塵除けと田舎女が使い分けられていたと思われる。

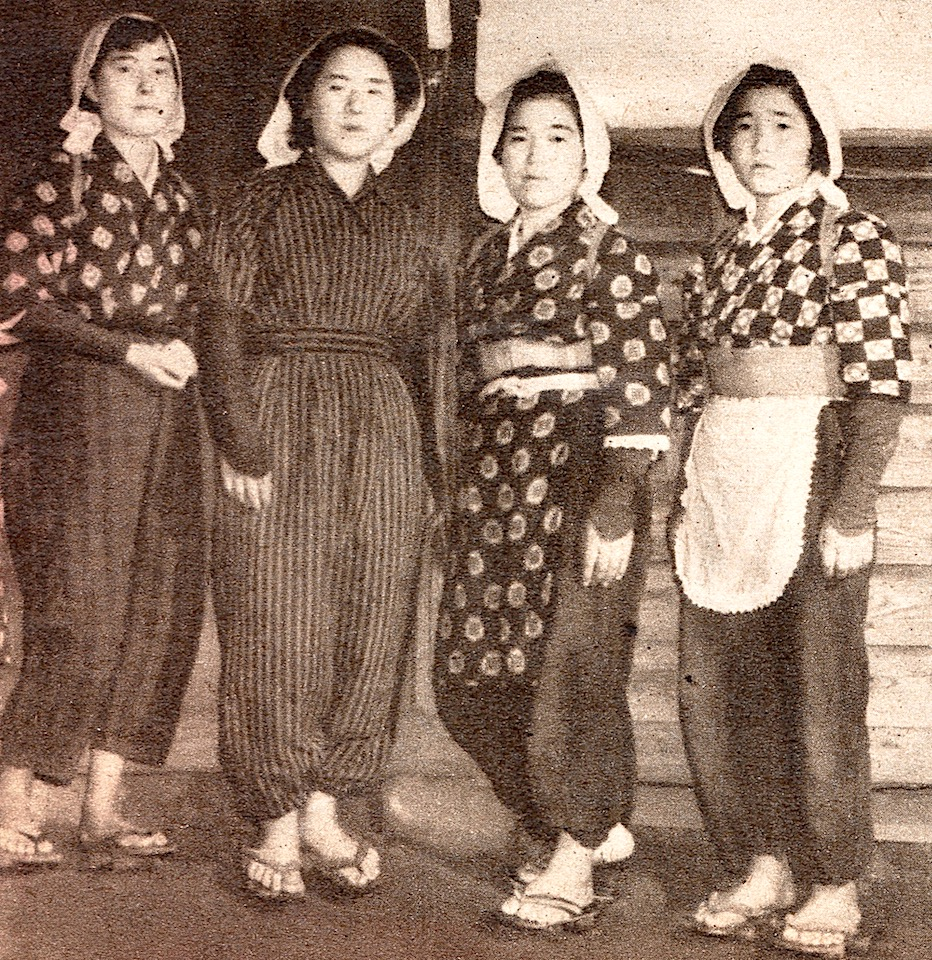
姉さん被りの農婦たち（1952年）

- 姉さん被り - 姉さん被りといわれるものは、現在では田舎女の形を指すが、塵除け（角隠しの形で頭頂部が被われたもの）といわれる形が、姉さん被りであった。これは、日本女性の髪形が日本髪から変化してきたため、塵除けが少なくなっていったためと考えられる。塵除けにしても田舎女にしても、前から手拭で被い、日本髪が崩れないような、乗せるような緩い被り方で、「さっ」と脱ぐこともできるという点においては共通している。
  - 塵除け - 鉢に強く巻きつけず、前から被り後ろで交差させ、端をまた前に戻し、軽く頭の上に乗せるか、前から回した手拭と髪の間に、そのまま差し込むという形がある。花嫁衣装の角隠しの形で頭頂部も隠した形とも表現できる。昔はこの形が、姉さん被りであった。
    - 米屋被り - 辞書などの多くで、「頭を被い両端を後ろで結ぶ・当稿での喧嘩被り」という形で、説明されているが、喜多川守貞の『 守貞謾稿 』の校訂した宇佐美英機の『 近世風俗志 』の絵図では、「当稿での巻被り」と同じ被り方の説明になっていて、伝統的に続いてきた歌舞伎においては、「当稿での塵除け」の片方の端を折りたたまず、四角く広げた形の被り方になっている。髷から散切り頭に変化したことから、姉さん被りのように名称はそのままで、被り方が江戸時代から近代に至るまで変化したとも考えられる。また上記の鉢巻きの項の「名称不明」となっている被り方を「米屋被り」としているところもある。

  - 田舎女 - 現在では姉さん被りともいい、頭と額を被い後ろで結ぶ。見た目の形は、布の大小に違いはあるが、見た目は花嫁衣装の綿帽子の形である。
    - 海女被り - 伝統的な海女の装束で、磯手拭という専用のものが使用された。基本的には現在の姉さん被りだが、磯髷を結っていたので、髷を出してその下で結ぶ。
- 吉原被り - 大尽被り（だいじんかぶり）・大臣かぶり（おとどかぶり）ともいい、手拭を二つ折、若しくは四つ折りにして額の上では山折りに折り目を付け、後ろで結ぶ。額の庇となる部分を頭頂部に向かって、折り返すやり方などもあり、前の結んでいない方の両端は両横に垂らすか跳ね上げるなどの応用もある。

### 頬被り
- 頬被り - （ほおかむり・ほっかぶり・ほっかむり）ともいい「頬冠り」とも表記する。頭から被り顎の下で結ぶ。
- 火男被り（ひょっとこかぶり） - とうなすかぶり（南瓜被り・唐茄子被り）ともいい、真新しいものや糊を利かせた手拭を使い、頬被りの形で額の部分に布を付けず、山折りの折目を強調して、前に突き出す剱先を表現した被り方。
- 素男被り（すっとこかぶり） - 頬被りの形で、手拭をぴったりと額に付け、顔の横は耳を隠さずに出すようにする。安来節どじょうすくい踊りの時や滑稽芸で人を笑わせるためや、歌舞伎などの演劇で三枚目を暗示させるために用いる被り方。異説として、この「すっとこ被り」を逆さにして、顎から回し頭頂部で結んだ滑稽を演出した被り方を南瓜被り・唐茄子被りと言う説もある。
- 若衆 - 小姓被り（こしょうかぶり）ともいい、頬被り形で結んだ端を下に垂らす。端が短いと、頬被りと変わらなく見えるので、長めの手拭が使用されたか、頬被りの場合は端が短くなるように処理されていたと考えられる。
- 五郎 - 道行ともいい、頬被り形で耳のところで結ぶ。下に向いた端を折り返し手拭の下を通し、もう一方と一緒に上に向ける。駆け落ちや心中を選んだ男女が、そういった道を選んでいった（逝った）ことから道行と名付けられた元々は歌舞伎での演出であったが、それをきっかけに、心中や駆け落ちが流行り、実際にこの被り方をした悲恋の男女が多く見られたといわれる。
- 彌造被り（やぞうかぶり） - 頬被り形で首のところで結ぶ。下に向いた端を折り返し手拭の下を通し、もう一方と一緒に上に向ける。首のところで結ぶので、角度が丁度、斜め上になり、和服で上半身の片方のもろ肌を見せるときの、片腕を懐から通し、斜め上に突き上げる形を「彌造」といったので、それにちなんで名付けられた。
- 鉄火（てっか） - 顎の下で結ばず、鼻から下を覆い隠し、目の周りしか出さない被り方。本来は任侠的な人が好んだと言われ、その鉄火気質から名づけられた。
- 鼻掛け（はなかけ） - 顎の下ではなく鼻の下で結んだ被り方。歌舞伎や演劇の影響で、現在では時代劇などで、鼠小僧などの泥棒の被り方として紹介されている。歌舞伎においては、盗人被りとも呼ばれる。
  - 笄被り（こうがいかぶり） - 鼻掛けの形で結んだ端を四つ折りにし、真中で折り返し結び目の下に通す。結び目と結んだ端が横に一直線となり、端が真っ直ぐに切れ中央の結び目に向かうにつれ、幅が狭くなるので、その形が笄に見えるのでこう名付けられた。

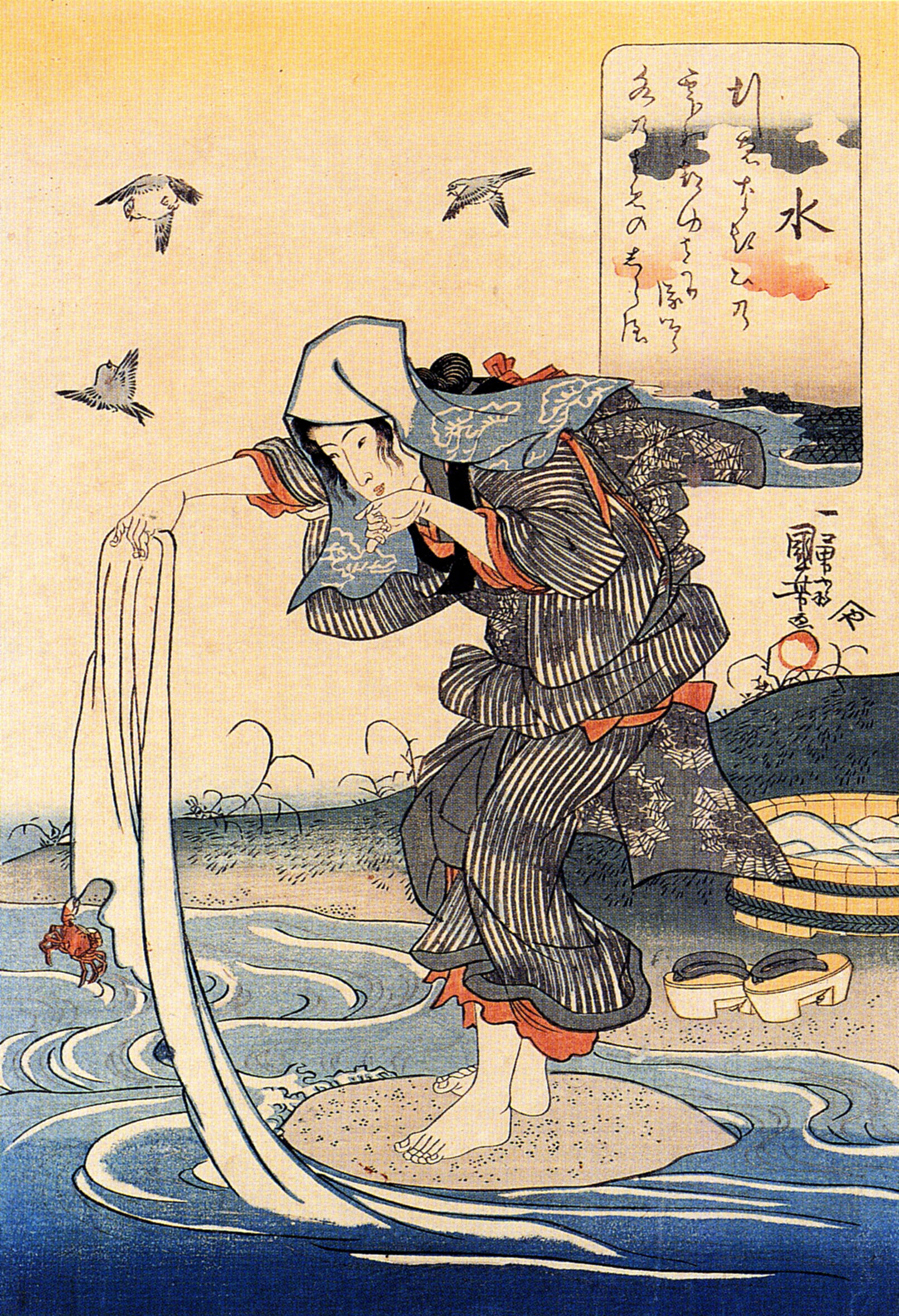
吹き流し

### 着流し
- 吹き流し - 女性の場合は、そのまま頭にかけて、頬を隠すように前屈み気味に下に垂らし、下がった片方を口で軽く咥える。時代劇などで夜鷹といわれる遊女などがしている。男性の場合は耳の横で垂らし口にはくわえない。
- 置き手拭 - のせ手拭ともいい、折りたたんで頭に乗せただけであるが、「ぱりっと」したものは二つ折りと四つ折りがあり、端は両横に垂らすが、「よれっと」したものは二つ折りで頭にのせ、両端を4分の1ずつで折り返し無造作に乗せるといった被り方がある。銭湯や温泉でのしきたりで、湯船に手拭を浸けることはご法度なので、このときに入浴する者がよくする被り方である。置手拭兜（おきてぬぐいかぶと）という兜の形の一つがあるが、これは、置き手拭をした人の頭に形状が似ているので名づけられた。

## 神・祈願
平安時代には神事に身に纏う装身具であったが、早乙女と呼ばれる田植えの儀式の神役においても、白い手拭が装身具となっており、手拭が神聖なものとなっている。秋田地方の伝説上の人物である妹尾兼忠の物語において、土地の氏神を助けた見返りとして妹尾兼忠は剛力を授かるが、その力の象徴として手拭が氏神から渡されている。笠地蔵（道祖神）の物語でも笠が足らず、老夫婦が詫びながら汚れた手拭を、残った地蔵の頭に被らせるというくだりがある。沖縄奄美地方では「てさじ・テサージ（手巾・手帛）」とも呼び、塞の神（道祖神）の起源の一つともいわれるオナリ神とエケリ神の馴初めに、オナリ神は自分が作った手帛（テサジ）をエケリ神に渡すという話が伝承されていて、奄美では古来女性がこの手巾を呪術の道具として常に持ち歩いていた。そしてオナリ神と同じように旅立つ兄弟などに、安寧を祈願して手巾を手渡したといわれる。（テサージのテは手を表し、サージは頭巾のことである）このように日本古来の神々との交流に手拭が象徴としてある。
儀礼的な装束として畏怖畏敬するもの（神）に対して、顔を隠すためにも使われてきた経緯があり、日本各地にその名残として手拭や笠で顔を隠して踊る祭りが多く存在する。また、日除け塵除けといった意味合いも「厄除け」に通じ、「厄除けの手拭」として祭りや神事でも被られ、「厄落としの道具」としても手拭を使う風習のある地方もある。戦や戦争で出兵するものに贈った、武功と生還を祈った寄せ書きや、縁起の良い物を染めたものを「武運長久手拭」といい、手水舎（ちょうずや）で使用される寄進された「奉納手拭」というものもある。

## 文化・芸能

### 文化
手拭合わせも布に描かれた日本画や浮世絵といったところで、実用性ではなく芸術性において発展した歴史を裏付けるものであり、折り手拭にしてもその煌びやかな図柄を利用した一つの芸術作品でもあり、千代紙を使った折り紙と素材は違っても同じものといえる。祭りや踊りでの被り物としての手拭もその神聖やハレの日を飾る装束として多様化していったことが見て取れる。

#### 手拭合わせ
江戸時代に花開いた庶民文化の一つとして、好事家や酔狂者が独自に絵柄を考えて、手拭職人に依頼したものを持ち寄り、品評会を行った。これを「手拭合わせ」といい、江戸時代には度々開催され、現在でもタペストリーとして販売される意匠性や趣味性の高い「手拭」の発表や、販売を目的としておこなわれることもある。

#### 折り手拭
実用性はなく遊びや趣味として行われた。折り紙と同様に、手拭を折り畳んで何かを表現するもので、半纏や蛙や財布などが代表的なものとしてある。

#### 祭り

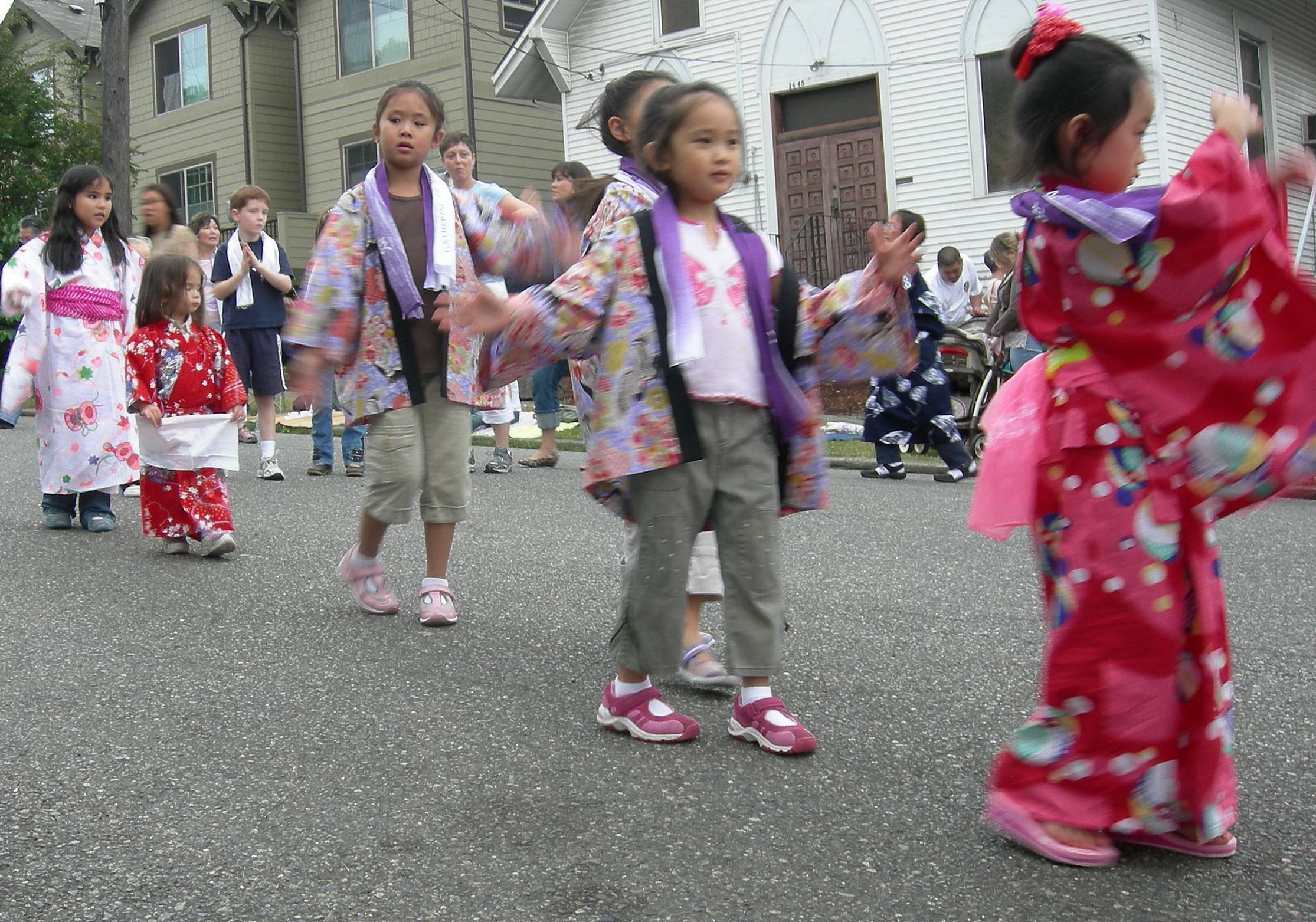
シアトルで行われた「盆フェスティバル」での手拭踊り

エイサーや長崎くんちのように各地方で行われる代表的な祭りでは、装束として手拭被りがあり、蓑や笠などと同様に、それぞれの祭りで特徴的な被り方があり、その祭りを象徴するものとなっている。また神輿や山車などの催しにおいても、「担ぎ手」や「曳き手」と「お囃子」などの担当によって手拭の被り方も細分化され、ある程度「巻被り」や「喧嘩被り」などの違いによって、その人の役割が判るようになっている。
盆踊りには「手拭踊り」と呼ばれるものがあり、手拭を持ち回し振ったり、肩にかけたりするなど道具や当て振りとして、手拭を使用する。エイサーや越中おわら節などのように元々は手拭を被るのが特徴であったが、途中から笠などに変化していった祭りの踊りも多い。

### 芸能
上記の盆踊りでは当て振りの扮装として手拭が使用され、落語においては物の見立てとして使われるが、日本舞踊においては、その両方の使用が手拭によってされる。病鉢巻は実際にどの程度、実用があったのかは定かではなく、おもに歌舞伎や人形浄瑠璃で、観客に病や恋煩いで臥せっていることを、疑似的に表すためにもっぱら用いられた。

#### 日本舞踊
長尺手拭 - おもに、日本舞踊で舟の櫂などの「見立て」として使われる小道具としての手拭。その他、人物などの描写として、被ったり身につけたりして老若男女を、この手拭で表現する。同じ手拭を使いまわすのではなく、演目によって使い分けられ、娘物といわれるものでは、絹製の家紋入りの手拭が使われ、庶民を演じるときは晒し木綿の手拭が使用され、それぞれに応じて手拭業者に発注されている。

#### 落語
上方落語と江戸落語ではそれぞれ小道具の使用に違いがあり、江戸落語においては、手拭・扇子があり、これは双方において共通している。そして手拭は様々な形で折りたたまれたりして、「見立て」として小道具となる。たとえば、本や巻物や煙草入れや財布や湯呑を描写する物に変わり、物語としての落語に現実味を添えている。符丁として落語家の間では、手拭のことを「曼荼羅」と呼んでいるが、その理由はよくわかってはいない。
贈答品として、手拭は日本の歴史の中で活用されてきたが、落語家にとっては贈答だけでなく、名刺と同じ目的で使用されてきた経緯があり、二つ目や真打の昇進の際には、襲名が入った手拭を近親者や贔屓筋に配った。